# 細谷治通
細谷 治通（ほそや はるみち、1939年6月19日 - ）は、日本の元政治家。民主党福岡県連顧問・倫理委員会委員長。元民主党衆議院議員。父は衆議院議員を務めた細谷治嘉。

## 来歴
- 1939年 - 福岡県大牟田市出身。
- 1962年 - 東京大学法学部卒業。卒業後は日本国有鉄道に入り、北海道総局（現・JR北海道鉄道事業本部）総務部長、国鉄本社自動車局総務課長を務める。
- 1986年 - 退職。退職後は父の秘書や、日本社会党福岡県本部副委員長を務める。
- 1990年の総選挙で福岡3区から当選。2期務めた。
- 1996年1月 - 社会民主党参加。
  - 9月 - 民主党参加。
  - 10月 - 第41回衆議院議員総選挙福岡7区から立候補したが、落選。比例九州ブロックに重複立候補したが次点。惜敗率42.9%。
- 2000年 - 第42回衆議院議員総選挙福岡7区次点。比例九州ブロック落選。惜敗率55.9%。
- 2004年 - 大久保勉後援会総本部会長
- 2009年 - 旭日中綬章受章

## 元秘書
- 松尾哲也（大牟田市議会議員）